# Alexander Walkenhorst
Alexander Walkenhorst (Essen, 30 de julho de 1981) é um jogador de vôlei de praia alemão.

## Carreira
É irmão da campeã olímpica Kira Walkenhorst e da também jogadora Pia Walkenhorst.No vôlei de quadra (indoor) começou aos 6 anos de idade no VC Essen-Borbeck, com 11 anos transferiu-se para o VC Bottrop 90, depois na segunda divisão atuou TSV Bayer 04 Leverkusen e também no A!B!C Titans Berg. Land onde permaneceu até 2010, a partir deste ano transfere-se para o TV Rottenburg e no ano seguinte é contratado pelo SV Fellbach de 2011 a 2012, depois passa atuar pelo TSG Solingen Volleys.
E com Matthias Penk terminou na quarta posição no Campeonato Mundial Sub-21 de 2008 em Brighton e em 2009 formou dupla com Stefan Windscheif e conquistaram a medalha de ouro no Campeonato Europeu Sub-23 em Yantarny.
Em 2010 competiu ao lado de Matthias Penk na edição do Campeonato Europe Sub-23 sediado em Cós e terminaram vice-campeonato na edição do Campeonato Mundial Universitário de Vôlei de Praia sediado em Alanya e conquistaram a medalha de prata. E neste mesmo ano disputou com Kay Matysik a edição do Campeonato Europeu de Vôlei de Praia de 2010 em Berlin, finalizando na décima sétima posição.
A partir de 2011 faz parceria com Thomas Kaczmarek e disputou a qualificação para as etapas do correspondente circuito mundial, e atuaram juntos pelo Circuito Europeu de Vôlei de Praia obtendo o título do Masters de Niechorze e no ano seguinte foram campeões do Masters de Novi Sad. No Circuito Mundial de 2013 atuou com Eric Koreng e depois com Lars Flüggen obteve o vice-campeonato no Aberto de Anapa.
Retomou a parceria em 2014 com 	Stefan Windscheif para as etapas do circuito mundial e conquistaram a quarta posição no Grand Slam  de Long Beach, renovando para 2015 e ainda neste ano esteve com Clemens Wickler na conquista do vice-campeonato no Masters de Bienna, também formou dupla com Marcus Popp.Na temporada de 2016 jogou com  Markus Böckermann, Bennet Poniewaz e Kay Matysik.
Em 2017 atuou com Sebastian Fuchs, Lorenz Schümann e depois com Armin Dollinger disputou a segunda edição do Campeonato Mundial Militar de Vôlei de Praia, na sequência firmou dupla com Sven Winter.
Na jornada de 2018 iniciou com Julius Thole e depois retoma com Sven Winter na conquista do bronze no torneio tres estrelas da Ilha de Kish.Juntos alcançaram no Circuito Mundial de 2019 o quarto lugar no Kuala Lumpur, categoria tres estrelas, e na categoria duas estrelas conquistaram o bronze no Aberto de Aydın.

## Títulos e resultados
- Campeonato Mundial Militar de Vôlei de Praia:2017[14]
- Campeonato Mundial de Vôlei de Praia Sub-21:2008
- Aberto de Anapa do Circuito Mundial de Vôlei de Praia:2013
- Torneio 3* de Kish do Circuito Mundial de Vôlei de Praia:2018
- Torneio 2* de Aydın do Circuito Mundial de Vôlei de Praia:2018
- Torneio 3* de Kuala Lumpur do Circuito Mundial de Vôlei de Praia:2019
- Grand Slam de Long Beach do Circuito Mundial de Vôlei de Praia:2014